# Rohtee ogilbii
Rohtee ogilbii är en fiskart som beskrevs av Sykes, 1839. Rohtee ogilbii ingår i släktet Rohtee och familjen karpfiskar. IUCN kategoriserar arten globalt som livskraftig. Inga underarter finns listade i Catalogue of Life.